# Bassanello

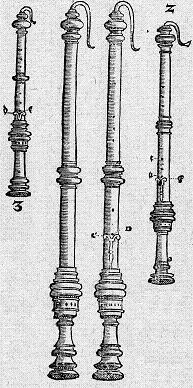

Le bassanello est un instrument à vent et à anche double de la Renaissance, répandu en Italie jusqu'au XVIe siècle. Il s'agit d'un instrument à l'apparence proche d'un basson, inventé selon Michael Praetorius par Giovanni Bassano, un important musicien et compositeur vénitien. Selon Praetorius toujours, le son du bassanello était proche de celui du basson tout en étant beaucoup moins fort.